# Tournoi des États-Unis de rugby à sept
Ne doit pas être confondu avec Tournoi féminin des États-Unis de rugby à sept.
Le Tournoi des États-Unis de rugby à sept est un tournoi de rugby à sept disputé aux États-Unis et comptant comme une étape du World Rugby Sevens Series depuis la saison 2004-2005.

## Sites et historique
La première édition du tournoi a lieu en février 2004 au Home Depot Center de Carson, dans la banlieue de Los Angeles, en Californie. Cette édition est le premier tournoi international organisé par les États-Unis pour le compte de World Rugby (ex IRB). Reconnu comme sport devenant de plus en plus populaire, les États-Unis gagnent le droit d'organiser le tournoi pour trois années supplémentaires.
Les trois premières éditions (2003-2004 à 2006-2007) se déroulent au Home Depot Center de Carson. Puis, le tournoi se tient entre les éditions 2007-2008 et 2009-2010 au PETCO Park, le stade de l'équipe de baseball des Padres, à San Diego en Californie.
Soucieux d'attirer plus de supporters, le tournoi change de ville et quatre villes sont candidates pour accueillir l'événement : Phoenix (Arizona), San Francisco (Californie), Las Vegas (Nevada) et Orlando (Floride). Finalement, depuis l'édition 2009-2010, le tournoi se déroule au Sam Boyd Stadium de Las Vegas.
Malgré l'insertion d'une étape à Vancouver en 2016, World Rugby accorde en 2015 le maintien de l'étape à Las Vegas si les organisateurs américains acceptent d'agrandir le terrain et de renouveler la pelouse synthétique, chose qui n'avait pas était réalisé depuis 2003.
En 2020, le tournoi fait son retour dans le premier stade, le Home Depot Center de Carson, qui a été renommé en Dignity Health Sports Park en 2018.
| Carson, Californie                           | San Diego, Californie        | Las Vegas, Nevada                  |
| -------------------------------------------- | ---------------------------- | ---------------------------------- |
| Dignity Health Sports Park Capacité : 27 000 | PETCO Park Capacité : 42 685 | Sam Boyd Stadium Capacité : 36 800 |
|                                              |                              |                                    |

## Identité visuelle

Évolution du logo
Logo de l'édition 2014.
Logo de l'édition 2015.
Logo de 2016 à 2019.
Logo depuis l'édition 2020.

## Popularité

### Affluence
Le tournoi subi une croissance d'affluence constante. Lors de sa première édition à Carson, 13 000 personnes assistent sur deux jours à la compétition, pour plus de 21 000 fans en 2006 où le tournoi change de ville. En 2009, ce sont 37 000 fans qui assistent à la compétition au PETCO Park de San Diego.
En 2011, le tournoi passe sur un format de 3 jours de compétition et ce sont 52 000 supporters qui assistent au tournoi. En 2015, le record précédent est battu avec 75 761 contre les 68 608 spectateurs de 2014. Et ce sont 34 593 personnes qui se sont rendus au stade le samedi, confirme la progression constante de l'affluence depuis que le tournoi est arrivée à Las Vegas. La saison suivante, les chiffres continuent d'augmenter et 80 138 place sont vendues, dont 35 716 le samedi. L'édition 2017 se déroule en même temps que l'étape américaine du circuit mondial féminin et un nouveau record d'affluence est battu avec 80 691 places vendues dont 35 901 le samedi.

### Médiatisation
En 2011, le tournoi est retransmis en direct par NBC à la télévision américaine, une première pour la compétition. En 2012, le groupe NBC diffuse diffusent 8 heures de direct, dont 4 heures sur la chaine principale et 4 heures sur NBC Sports et l'événement attire en moyenne 991 000 téléspectateurs le vendredi et 1 074 000 le samedi, pour respectivement 0,6 et 0,7 parts d'audiences. Ainsi, en 2013, ce sont 16 heures de direct qui sont assurés, dont 4 heures sur la chaine principale et 8 heures sur NBC Sports. En 2017, l'intégralité de l'événement est retransmis, sur internet ou sur l'application NBC et toujours sur NBC Sports.
L'intérêt de la télévision américaine est en partie dû au fait que le rugby à sept soit intégré aux Jeux olympiques à partir de 2016. Cette médiatisation est alors une aide pour le développement du rugby à sept aux États-Unis.

### Sponsors
En parallèle de la médiatisation croissante du tournoi, le sponsoring de l'épreuve se développe. En 2011, les sponsors sont Toyota (constructeur automobile), Subway (chaine de restauration), ADT (enregistrements musicaux) et Bridgestone (pneumatique). Par la suite, la banque HSBC devient le sponsor principal des World Sevens Series et ainsi du tournoi américain.

## Palmarès
| Année     | Stade                              | Cup              | Cup     | Cup              | Plate            | Bowl           | Shield         |
| Année     | Stade                              | Vainqueur        | Score   | Finaliste        | Vainqueur        | Vainqueur      | Vainqueur      |
| --------- | ---------------------------------- | ---------------- | ------- | ---------------- | ---------------- | -------------- | -------------- |
| 2003-2004 | Home Depot Center, Carson          | Argentine        | 21 – 12 | Nouvelle-Zélande | Angleterre       | Australie      | États-Unis     |
| 2004-2005 | Home Depot Center, Carson          | Nouvelle-Zélande | 34 – 5  | Argentine        | Fidji            | Canada         | Tonga          |
| 2005-2006 | Home Depot Center, Carson          | Angleterre       | 38 – 5  | Fidji            | Argentine        | Écosse         | Kenya          |
| 2006-2007 | PETCO Park, San Diego              | Fidji            | 38 – 24 | Samoa            | Afrique du Sud   | Tonga          | États-Unis     |
| 2007-2008 | PETCO Park, San Diego              | Nouvelle-Zélande | 27 – 12 | Afrique du Sud   | Fidji            | Pays de Galles | Australie      |
| 2008-2009 | PETCO Park, San Diego              | Argentine        | 19 – 14 | Angleterre       | Nouvelle-Zélande | Australie      | Canada         |
| 2009-2010 | Sam Boyd Stadium, Las Vegas        | Samoa            | 33 – 12 | Nouvelle-Zélande | Afrique du Sud   | États-Unis     | Écosse         |
| 2010-2011 | Sam Boyd Stadium, Las Vegas        | Afrique du Sud   | 24 – 14 | Fidji            | Samoa            | Écosse         | États-Unis     |
| 2011-2012 | Sam Boyd Stadium, Las Vegas        | Samoa            | 26 – 19 | Nouvelle-Zélande | Kenya            | Canada         | France         |
| 2012-2013 | Sam Boyd Stadium, Las Vegas        | Afrique du Sud   | 32 – 14 | Nouvelle-Zélande | Canada           | France         | Australie      |
| 2013-2014 | Sam Boyd Stadium, Las Vegas        | Afrique du Sud   | 14 – 7  | Nouvelle-Zélande | Angleterre       | Fidji          | États-Unis     |
| 2014-2015 | Sam Boyd Stadium, Las Vegas        | Fidji            | 35 – 19 | Nouvelle-Zélande | Australie        | Kenya          | Portugal       |
| 2015-2016 | Sam Boyd Stadium, Las Vegas        | Fidji            | 21 – 15 | Australie        | Nouvelle-Zélande | Pays de Galles | Samoa          |
| 2016-2017 | Sam Boyd Stadium, Las Vegas        | Afrique du Sud   | 19 – 12 | Fidji            | Angleterre       | Kenya          | Pays de Galles |
| 2017-2018 | Sam Boyd Stadium, Las Vegas        | États-Unis       | 28 – 0  | Argentine        | Nouvelle-Zélande | France         | Samoa          |
| 2018-2019 | Sam Boyd Stadium, Las Vegas        | États-Unis       | 27 – 0  | Samoa            | Angleterre       | Écosse         | Canada         |
| 2019-2020 | Dignity Health Sports Park, Carson |                  |         |                  |                  |                |                |